# Viktor Kalisch
Viktor Kalisch (Linz, 4 dicembre 1902 – 21 luglio 1976) è stato un canoista austriaco.

## Palmarès
Olimpiadi
- 1 medaglia:
  - 1 argento (Berlino 1936 nel K2 10000 m)